# A Outra Margem
A Outra Margem è un film del 2007 diretto da Luís Filipe Rocha. 
La pellicola, uscita nell'ottobre del 2007, è al sesto posto dei film più visti in Portogallo nel 2007. Nei paesi anglosassoni è stata distribuita con il titolo The Other Side. 

## Trama
(Maria)
Ricardo è un uomo gay, travestito, che lavora in un bar di cantanti a Lisbona. Tutto per lui procede nei migliori dei modi, fino a quando viene a conoscenza del suicidio del compagno. Ricardo raccoglie le ceneri dell'ex-compagno, Domingo, e si reca a casa dei genitori di quest'ultimo, dove viene brutalmente invitato ad andarsene portando con sé e ceneri. Pieno di disperazione, Ricardo cerca di suicidarsi.
Ad Amarante, un paesino di provincia, Maria vive beatamente con suo figlio Vasco, affetto dalla sindrome di Down. Maria è la sorella di Ricardo e quando viene a sapere del tentato suicidio del fratello decide di correre a Lisbona da lui, lasciando il figlio al nonno e a Luisa, l'ex-ragazza di Ricardo. Arrivata a Lisbona viene aiutata da Luis, un amico del fratello, che le racconta degli ultimi anni di quest'ultimo: Ricardo, arrivato a Lisbona, conosce Luis e capisce di essere gay. I due si fidanzano, ma si lasciano dopo due anni, rimanendo amici. Gli racconta poi dell'incontro di Domingo e del suo suicidio.
Saputa delle ultime vicende, Maria decide di portare Ricardo ad Amarante, per fargli conoscere Vasco. L'uomo accetta, ma durante la sua permanenza nel piccolo paesino è costretto a rivedere Luisa e il padre. La prima cerca di riconquistarlo, mentre lo accusa per il suo abbandono. Ricardo diventa un amico di Vasco, quest'ultimo gli confessa che il suo più grande è sogno è fare l'attore. Ricardo, allora, decide di portarlo con lui a Lisbona. Maria acconsente. I due vanno a vivere a Lisbona, dove Vasco recita in un'agenzia teatrale e Ricardo ritorna nel locale più forte che mai, visto che, grazie al figlio della sorella, ha dimenticato Domingo.